# Bor-et-Bar
Bor-et-Bar település Franciaországban, Aveyron megyében. Lakosainak száma 198 fő (2022. január 1.). Bor-et-Bar La Fouillade, Lescure-Jaoul, Lunac, Saint-André-de-Najac, Jouqueviel és Montirat községekkel határos.

## Népesség
A település népessége az elmúlt években az alábbi módon változott:
| Lakosok száma | 315  | 241  | 206  | 189  | 192  | 194  | 194  | 201  | 200  | 198  |
|               | 1968 | 1982 | 1990 | 2006 | 2013 | 2015 | 2017 | 2019 | 2020 | 2022 |